# Benoît-Antoine de Neufforge
Benoît-Antoine Joseph de Neufforge (Brussel, 9 mei 1778 - 14 september 1849) was een Zuid-Nederlands edelman.

## Geschiedenis
In 1741 werd Jean-Charles de Neufforge door keizerin Maria Theresia bevestigd in de erfelijke adel met de persoonlijke titel ridder. Hij was algemeen ontvanger en advocaat bij de Justitieraad van Brabant.

## Benoît de Neufforge
- Benoît-Antoine de Neufforge was een kleinzoon van Jean-Charles (hierboven) en een zoon van Thomas de Neufforge en Jeanne Regaus. Hij werd in 1823, onder het Verenigd Koninkrijk der Nederlanden, erkend in de erfelijke adel. Hij trouwde in 1807 met de weduwe Jeanne de Fraula de Calfenne (1775-1838). Ze kregen drie kinderen.
  - Auguste de Neufforge (1817-1890) trouwde met Palmyra van Scheveling (1819-1888).
    - Leon de Neufforge (1851-1882) trouwde in 1880 in Brighton met Kathleen Chambers (1857-1893).
      - Colienne de Neufforge (1882-1929) trouwde in 1900 met burggraaf Guillaume de Spoelberch (1874-1947)

In de mannelijke lijn stierf de adellijke familie uit in 1890 en de laatste naamdraagster overleed in 1929.

## Jacques-Henri en François-Antoine de Neufforge
- Jacques-Henri de Neufforge (1777-1828), oudere broer van Benoît, werd in 1823 in de erfelijke adel erkend, maar lichtte het diploma niet, zodat het besluit zonder gevolg bleef. Na in het Franse leger als kapitein te hebben gediend, trok hij zich terug in bibliotheken en publiceerde een Armorial du royaume des Pays-Bas, die echter onvoltooid bleef.
- François-Antoine de Neufforge werd op dezelfde datum als Jacques-Henri in de erfelijke adel erkend. Maar ook hij lichtte het diploma niet, zodat ook dit besluit zonder gevolg bleef.